# Александровка (Средигорненський сільський округ)
Алекса́ндровка (каз. Александровка) — село у складі Алтайського району Східноказахстанської області Казахстану. Входить до складу Средигорненського сільського округу.
Населення — 47 осіб (2021; 192 у 2009, 239 у 1999, 234 у 1989).
Національний склад станом на 1989 рік:
- росіяни — 60 %
- казахи — 37 %